# 北京邮电大学信息与通信工程学院
北京邮电大学信息与通信工程学院（School of Information and Communication Engineering of BUPT），简称北邮信通学院，英文简称SICE，是北京邮电大学下属的一个二级单位，校内编号为11，主要研究信息与通信工程学科，下设多个实体。学院的学科和专业源自于北京邮电大学1955年建校时创建的有线电工程系和无线电工程系。2017年，由该院负责的信息与通信工程学科入选中华人民共和国教育部公布的世界一流大学和一流学科建设中“双一流”建设学科名单。

## 历史[2][4]

### 北京邮电学院时期（1955年-1993年）
- 1955年，北京邮电学院成立，以并入的天津大学电讯系、电话电报通讯和无线电通信广播两个专业及重庆大学电机系电话电报通讯专业为基础成立有线电工程系与无线电工程系
- 1971年，有线电工程系更名为电信工程系，下设数字通信、载波通信、长话自动交换、电子器件、电子交换、通信电力六个专业。
- 1977年，电信工程系增设本科专业计算机通信，是目前计算机学院（国家示范性软件学院）的前身
- 1984年，计算机通信专业脱离电信工程系。1985年，以该专业为基础成立计算机工程系
- 1986年，增设信息工程系，下设信息工程、应用数学、信息科学、自动化四个专业

### 北京邮电大学时期（1993年-至今）
- 1997年，无线电工程系被取消，电信工程系更名为电信工程学院，设通信工程、电子信息工程两个专业
- 2000年，全国院系调整，信息工程系更名为信息工程学院，设信息工程、信息与计算科学、自动化、信息安全、数字媒体艺术、智能科学与技术六个专业
- 2004年，北京邮电大学-伦敦玛丽女王大学学士学位联合培养项目启动，电信工程学院协助了该项目中的电信工程及管理专业的创办与培养，日常管理交由国际学院负责
- 2008年，智能科学与技术、信息安全两个专业脱离学院，成立计算机学院
- 2009年，信息与通信工程学院成立，设通信工程、信息工程、电子信息工程、数字媒体技术四个专业
- 2012年，数字媒体技术专业脱离学院，成立数字媒体与设计艺术学院[5]
- 2020年，信息工程专业脱离学院，成立人工智能学院[6][7]
- 2022年，新增空间信息与数字技术本科专业

## 组织结构[8]
- 5个教研中心：

1. 信息理论与技术教研中心
2. 无线通信教研中心
3. 多媒体技术教研中心
4. 通信网技术教研中心
5. 泛网无线教研中心

- 3个本科专业：通信工程（Communication Engineering）[9]、电子信息工程(Electronic Information Engineering)、空间信息与数字技术[10]
- 1个本科招生大类：通信工程（大类招生）[註 1]
- 1个实验中心